# Guerau de Gualba
Guerau de Gualba (?, segle xiii - Barcelona, 1285) fou un religiós català, bisbe electe de Barcelona.
Guerau era germà de Ponç I, senyor de Gualba, i oncle de Ponç de Gualba, que seria també bisbe de Barcelona l'any 1303.
Guerau era ardiaca major de la catedral de Barcelona quan morí el bisbe Arnau de Gurb, el 23 de setembre de 1284. El Capítol, reunit immediatament va nomenar Guerau com a nou bisbe de Barcelona. Però aquest era molt ancià i de salut fràgil. Va morir el 7 de febrer de 1285, només quatre mesos després de la seva elecció, amb la qual cosa no hi va haver temps per a la consagració del càrrec.